# Móżdżkowy zespół poznawczo-emocjonalny
Móżdżkowy zespół poznawczo-emocjonalny (CCAS, zespół Schmahmanna) – zespół chorobowy wynikający z uszkodzenia móżdżku. Został opisany przez dr Jeremy'ego Schmahmanna i jego współpracowników, odnosi się do zespołu deficytów w dziedzinach poznawczych, czyli funkcji wykonawczych, postrzegania przestrzennego, języka oraz afektu. Utrata funkcji wykonawczych obejmuje problemy z planowaniem, orientacją przestrzenną, abstrakcyjnym rozumowaniem, płynnością werbalną i pamięcią roboczą. Często są to perseweracje, rozproszenie i deficyty uwagi. Problemy językowe obejmują dysprozodię, agramatyzm i anomię.
Mapowanie móżdżku wykazało, że informacje sensomotoryczne, motoryczne oraz somatosensoryczne są przetwarzane w płacie przednim (anterior lobe). Płaty tylne (zwłaszcza płaty móżdżkowe VI i VII) odpowiadają za funkcje poznawcze i emocjonalne. To wyjaśnia, dlaczego CCAS występuje z uszkodzeniami płata tylnego.